# إفراج مشروط

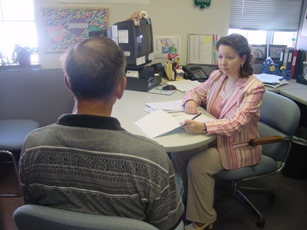
ضابط الإفراج المشروط في إدارة الإصلاحات بولاية ميزوري يجري مقابلة مع مدان بجريمة مخدرات تحت المراقبة

الإفراج المشروط أو «إطلاق سراح مشروط» أو «إخلاء سبيل مشروط»؛ هو إجراء يسمح بالإفراج عن المحكوم عليه بالسجن نهائيا، من المؤسسة العقابية المسجون بها قبل انقضاء مدة العقوبة الاصلية. حتى تنتهي التحقيقات أو تثبت الجريمة بحق المتهم أو عندما يحل موعد جلسة النطق بالحكم وأحيانا قد يتم اللجوء إليه إذا كانت الحالة الصحية للمتهم لا تسمح له بالتواجد في السجن أو لحل مشكلة اكتظاظ السجون.

## شروطه
الشروط الواجب توفّرها في المحبوس صاحب طلب الإفراج المشروط هي أن يكون حسن السيرة والسلوك أثناء تواجده بالمؤسسة العقابية وأن يظهر ضمانات جدية لاستقامته، كأن يكون زاول تكوينا أو تعليما. أيضا يجب أن يكون قد قضى فترة الاختبار داخل المؤسسة العقابية وتختلف حسب العقوبة.

## فترة الاختبار
يتم حساب فترة الاختبار داخل المؤسسة العقابية، المعتمد عليها في الإفراج المشروط بواسطة هذه الشروط:
1. إذا كان المحبوس مبتدئا أي غير مسبوق بعقوبة سالبة للحرية فتكون فترة الاختبار نصف العقوبة المحكوم بها عليه.
2. إذا كان مسبوق بعقوبة سالبة للحرية، فتكون فترة الاختبار ثلثي العقوبة المحكوم بها عليه؛ على أن لا تقل مدتها في جميع الأحوال عن سنة واحدة.
3. إذا كان المحبوس محكوم عليه بعقوبة السجن المؤبد، تكون فترة الاختبار هي 15 سنة.[1]

هذه الشروط لا تنطبق بشكل كامل على كل المؤسسات العقابية، ليست قاعدة على كل المؤسسات فقد يكون هناك استثناءات.